# カン・カイシン
カン・カイシン（中国語: 江凱興、英語: Kang Khai Xing、2006年4月25日 - ）は、マレーシアの男子バドミントン選手。2024年の世界ジュニア選手権男子ダブルス王者。

## 経歴
2023年、アジアジュニア選手権では、アーロン・タイとのペアで男子ダブルスに出場。2回戦で陳永鋭 / 胡珂源に敗れ敗退となった。
2024年2月のダッチ・ジュニア・インターナショナルにアーロン・タイとのペアで出場。準決勝で陳永鋭 / 陳喆涵をファイナルで破り、決勝では胡珂源 / 林祥毅をストレートで破って優勝した。
6月、18歳にして、BWFワールドツアー上位大会のオーストラリア・オープンにおいてベスト8入りを果たした。